# Pozezdrze

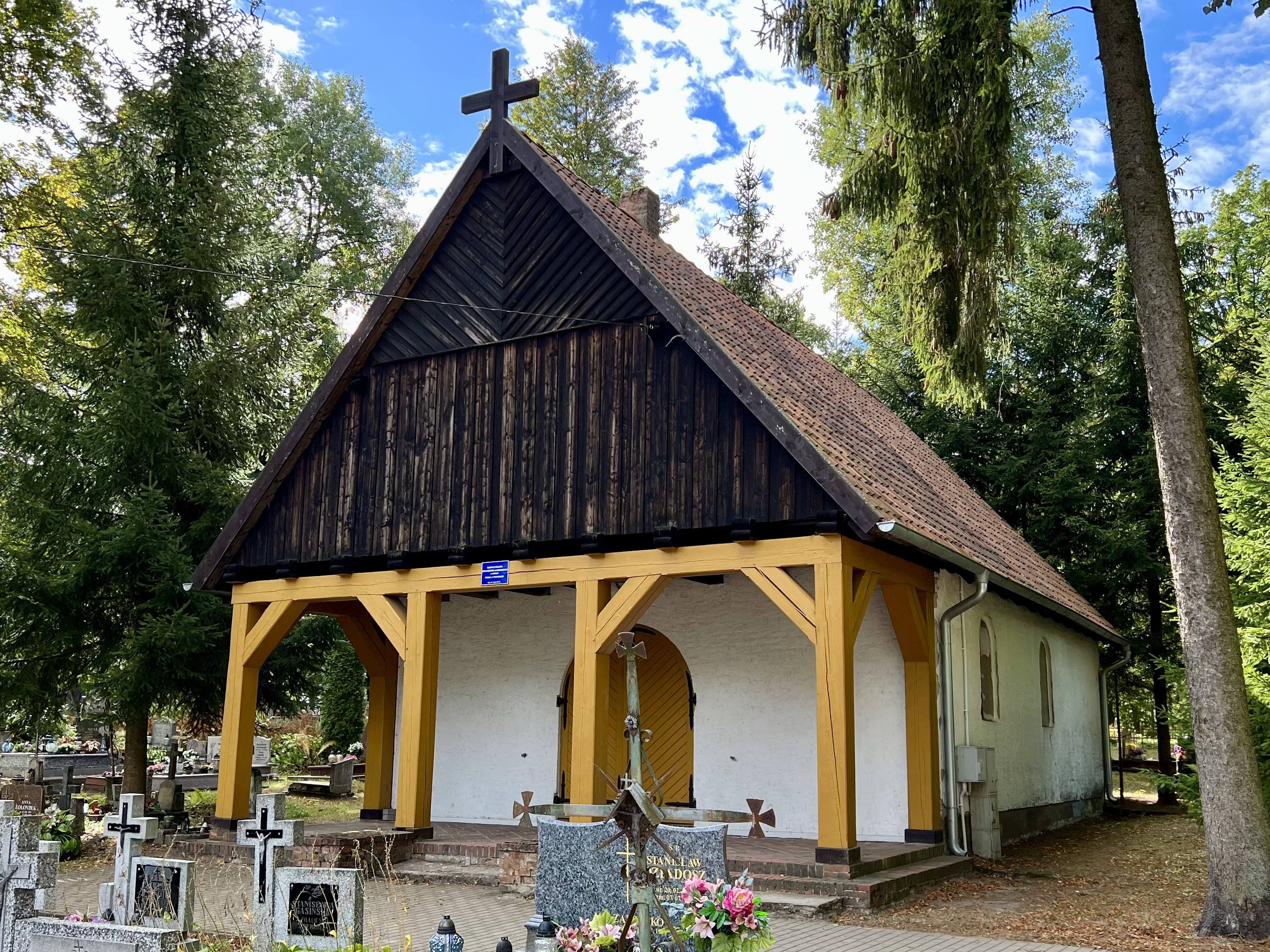
Kaplica ewangelicka w Pozezdrzu

Pozezdrze (niem. Possessern, w latach 1938–1945 Großgarten) – wieś w Polsce w województwie warmińsko-mazurskim, w powiecie węgorzewskim, w gminie Pozezdrze. Pozezdrze z przysiółkiem Zofiówka położone jest przy drodze krajowej numer 63 (Perły – Sławatycze – Domaczewo) i jest siedzibą gminy Pozezdrze.
W pobliżu wsi jest jezioro Pozezdrze. 

## Nazwa
Nazwy wsi (według „Słownika geogr....” z 1887) Pozezdrze albo Przezdrze, niem.Passessern, a dalej położenie „wieś powiat węgoborski, nad traktem bitym z Leca do Węgoborka 14 km”. Podczas akcji germanizacyjnej nazw miejscowych i fizjograficznych historyczna nazwa niemiecka Passessern została w 1938 r. zastąpiona przez administrację nazistowską sztuczną formą Großgarten.

## Historia
Wieś założona została 21 czerwca 1543 na stu włókach, z których sołtys zwany Małym Pawłem z Leca otrzymał dziesięć. Osiedleńcom przyznana 6 lat wolnizny w 1547 wieś była już całkiem zasiedlona, mieszkali tu sołtys i 44 chłopów czynszowych wszyscy Polacy. W 1710 padło tu ofiarą dżumy 309 osób. Mniej ofiar epidemii było na terenie parafii Węgorzewo. Jej proboszcz Jerzy Andrzej Helwing zastosował wszelkie znane wówczas środki do zapobiegania tejże chorobie.
Początkowo była to wieś księcia Albrechta Hohenzollerna, później królewska. Chłopi z Pozezdrza odrabiali pańszczyznę w majątku domeny państwowej przy zamku w Węgorzewie. W 1858 roku wieś liczyła 927 mieszkańców, w 1880 roku - 1146 (połowę stanowili Polacy) i w 1910 roku - 1300. Według spisu z roku 1939 miejscowość liczyła 1551 mieszkańców.
W 1910 Pozezdrze zniszczone zostało przez pożar. Pod koniec 1914 i na początku 1915 miejscowość znalazła się na terenie frontu I wojny światowej – bitwa nad jeziorami mazurskimi. W czasie II wojny światowej obok Pozezdrza wybudowana została kwatera dla Himmlera. We wsi funkcjonowała placówka batalionu policyjnego zapewniająca ochronę Himmlerowi.
W pobliskim lesie (ok. 2 km na północny zachód) znajdują się bunkry byłej kwatery SS i policji Reichsführera Himmlera (występowała pod kryptonimem „Hochwald”), zbudowane w latach 1940–1941, były wykorzystywane w czasie agresji na ZSRR. Teren kwatery otoczony był polem minowym ogrodzonym płotem z siatki i drutu kolczastego. Zakwaterowany był tu batalion policji, który wchodził w skład oddziałów przewidzianych do obrony kwatery Himmlera i OKW w Gierłoży oraz obserwacji trójkąta Kętrzyn – Węgorzewo – Giżycko. W sierpniu 1944, po wybuchu powstania warszawskiego, przebywający w swojej kwaterze „Hochwald” Heinrich Himmler podjął decyzję (do której udało mu się przekonać także Hitlera, który przebywał wówczas w „Wolfschanze”) o eksterminacji cywilnej ludności Warszawy. 16 września 1944 roku Himmler spotkał się tu z generałem Andriejem Własowem, kolaborującym z reżimem III Rzeszy. Spotkanie trwało około 6 godzin i dotyczyło utworzenia z jeńców radzieckich i przymusowych robotników armii którą dowodzić miał Własow. Oprócz Himmlera i Własowa w spotkaniu uczestniczyli m.in.: Igor Sacharow, dr Kroeger i Gunter d’Alquen. Kwatera ta została opuszczona 20 listopada 1944 roku, 24 stycznia 1945 r. saperzy niemieccy wysadzili ją w powietrze.
We wsi był przystanek kolejowy Pozezdrze.
W latach 1954-1972 wieś była siedzibą gromady Pozezdrze. W latach 1975–1998 miejscowość administracyjnie należała do województwa suwalskiego.

## Oświata
Szkoła w Pozezdrzu powstała w 1737. W 1885 było tu 142 uczniów z których 100 znało język polski. Była to szkoła dwuklasowa, w której edukację prowadziło dwóch nauczycieli. W 1935 w Pozezdrzu były dwie szkoły: jedna czteroklasowa, do której uczęszczało 218 uczniów edukowanych przez czterech nauczycieli, druga jednoklasowa z jednym nauczycielem i 48 uczniami.

## Religia
Mieszkańcy Pozezdrza początkowo należeli do parafii w Kruklankach. Parafia luterańska z siedzibą w Pozezdrzu powstała w 1886. Należeli do niej mieszkańcy wsi: Harsz, Okowizna, Pieczarki i Pozezdrze. W 1890 należało do niej 2630 wiernych, w tym 658 Polaków. W roku 1912 wśród parafian odnotowano 200 Mazurów. Jeszcze w 1926 w wielkie święta odbywały się tu nabożeństwa w języku polskim.
Kościół w Pozezdrzu zbudowano w 1891. W dniach 9 i 10 września 1914 budynek uszkodzony został w czasie ostrzału artyleryjskiego, a ostatecznie został zniszczony 2 lutego 1915. Świątynię odbudowano w 1923. W 1946 powstała tu parafia rzymskokatolicka pod wezwaniem św. Stanisława Kostki, korzystająca z kościoła wzniesionego dla luteran.
Pozezdrze nadal jest siedzibą parafii rzymskokatolickiej pod wezwaniem św. Stanisława Kostki. Funkcjonuje tu również filia parafii ewangelicko-augsburskiej w Giżycku).